# أندري تيتوف
أندري تيتوف (بالروسية: Титов, Андрей Алексеевич)‏ هو لاعب كرة قدم روسي في مركز الهجوم، ولد في 5 مارس 1996 في أوليانوفسك في روسيا. لعب مع كريليا سوفيتوف سامارا.